# Новопангея

Зміни форми континентів з часом (за різними уявленнями)

Зміни континентів

Новопа́нгея — можливий майбутній суперконтинент, припущення про який наприкінці 1990-х висунув Рой Лівермор, вчений з Кембриджського університету. Континент утвориться за умови закриття Тихого океану з'єднанням Австралії з Південною Азією та зміщенням Антарктиди на північ. Амазія, Новопангея і Пангея Ультима розглянуті в книзі «Суперконтинент» Теда Нілда та проілюстровані у статті «Пангея, повернення»                 в журналі «New Scientist» від 20 жовтня 2007.
Новопангею було показано у фільмі «Дикий світ майбутнього».